# Talaveri
Talaveri (en georgiano: ტალავერი; en azerí: Faxralı) es un pueblo de Georgia ubicado en el sur de la región de Baja Iberia, siendo parte del municipio de Bolnisi. También es el pueblo más grande del municipio.

## Toponimia
En 1990, como resultado del nuevo gobierno independiente de Georgia y su política de cambiar los topónimos históricos de los asentamientos de minorías étnicas en la región, el nombre de la aldea de Fajrali (en georgiano: ფახრალო) se cambió a su nombre actual, Talaveri.

## Geografía
Talaveri está a orillas del río Talavriskali, a 19 km de Bolnisi.

## Historia
Según los hallazgos arqueológicos, el pueblo se estableció a finales de la Edad Media ya que se han encontrado lápidas islámicas que se remontan al siglo XII. A partir de finales del siglo XVII, la población del pueblo aumentó significativamente debido a las familias que se mudaron aquí desde Ganya, las regiones de Kazaj y Karabaj.
En 1919 se estableció la primera escuela laica en el pueblo.
Durante el gobierno de Zviad Gamsajurdia, el nombre de la aldea se cambió a Talaveri, al igual que muchos topónimos georgianos. Sin embargo, los aldeanos se negaron a reconocer el nuevo nombre y enviaron peticiones a los presidentes de Georgia para que revocaran la decisión de cambiar el nombre.
En septiembre de 2009, ocurrió un incidente entre representantes de grupos fundamentalistas ortodoxos georgianos y habitantes por las reparaciones de una mezquita local. Según el Informe de Derechos Humanos de 2009 del Departamento de Estado de EE. UU., grupos fundamentalistas ortodoxos georgianos radicales bloquearon la reconstrucción de la mezquita. Exigieron ver el permiso de construcción de los aldeanos, a pesar de no tener el derecho legal de hacerlo, y los amenazaron con violencia si no se detenía la construcción.

## Demografía
La evolución demográfica de Talaveri entre 1886 y 2014 fue la siguiente:
| 1145                                            | 1309 | 2321 | 5859 | 6891 | 5038 |
| (Fuente: Population of Georgia in Soviet times) |      |      |      |      |      |

Según el censo de 2014, los azeríes constituían el 99,6% de la población en Talaveri.

## Economía
El área principal de actividad en el pueblo es la agricultura, principalmente al cultivo de cereales, viticultura, cultivo de hortalizas y apicultura.

## Infraestructura

### Arquitectura, monumentos y lugares de interés
Talaveri cuenta con una mezquita construida en 1905.